# Varg Vikernes
Louis Cachet (nascido Kristian Vikernes; Bergen, 11 de fevereiro de 1973), mais conhecido como Varg Vikernes, é um autor norueguês e músico aposentado, notoriamente conhecido por ter sido fundador e único membro da banda Burzum. Seus primeiros cinco discos, lançados de 1992 a 1996, fizeram dele uma das figuras mais influentes do black metal. Em 1994, ele foi condenado por homicídio e incêndio criminoso e, posteriormente, cumpriu 15 anos de prisão.
Natural de Bergen, Vikernes começou a tocar guitarra aos 14 anos e formou sua primeira banda, Kalashnikov (mais tarde conhecida como Uruk-Hai), em 1989. Na mesma época, ele se juntou à banda Old Funeral, na qual tocou guitarra por um breve período de 1989 até sua saída em 1991. Ele gravou várias faixas com a banda, que foram apresentadas no EP Devoured Carcass, bem como em várias compilações lançadas anos depois. Depois de fundar o Burzum, ele se tornou parte da cena black metal norueguesa. Em 1992, Vikernes, juntamente com outros membros da cena, foi suspeito de incendiar quatro igrejas cristãs na Noruega. Vikernes negou ter cometido os incêndios criminosos, embora os apoiasse. Em 1992-1993, ele também gravou o baixo para o primeiro álbum de estúdio do Mayhem, De Mysteriis Dom Sathanas (1994).
Em agosto de 1993, Vikernes esfaqueou fatalmente o guitarrista do Mayhem, Euronymous, durante uma briga no apartamento deste, e foi preso pouco depois. Em maio de 1994, Vikernes foi condenado por homicídio em primeiro grau, incêndio criminoso em igreja e posse de explosivos. Vikernes disse que o assassinato foi em legítima defesa e argumentou, sem sucesso, que a acusação fosse reduzida a homicídio culposo. Ele foi condenado a 21 anos de prisão, a pena máxima segundo a lei norueguesa. Durante seu encarceramento, Vikernes lançou o Norwegian Heathen Front, publicou dois livros e lançou dois álbuns ambientais como Burzum. Em 2009, ele foi libertado em liberdade condicional, após o que se mudou para a França com sua esposa e filhos, onde continuou a escrever e fazer música. Ele também era um videoblogger ativo em seu canal do YouTube, ThuleanPerspective, antes de o canal ser excluído.
Descrito por Sam Dunn como "o músico de metal mais notório de todos os tempos", Vikernes permanece controverso por seus crimes, bem como por suas opiniões políticas e religiosas. Ele promoveu pontos de vista que combinavam o Odinismo e o Nazismo Esotérico, e abraçou abertamente o nazismo durante meados da década de 1990. Desde então, ele rejeitou a ideologia e os movimentos associados, embora os críticos continuem a rotular as suas opiniões como de extrema-direita. Vikernes chama as suas crenças de "Odalismo" e defende uma "sociedade pagã europeia pré-industrial", opondo-se ao Cristianismo, ao Islã, ao Judaísmo, ao capitalismo, ao socialismo e ao materialismo.

## Biografia

### Antecedentes e infância
Nas entrevistas impressas no livro Lords of Chaos, de 1998, Vikernes discute sua formação e infância. Lords of Chaos também inclui uma entrevista com sua mãe, Helene Bore (o livro e um jornal ali retratados referem-se a ela com o nome de Lene, enquanto o próprio site de Vikernes usa o nome Helene). Numa entrevista de 2004, Vikernes disse que sua mãe estava "trabalhando em uma grande empresa petrolífera". Seu pai é engenheiro eletrônico e seu irmão mais velho é engenheiro civil.
Na entrevista em Lords of Chaos, Vikernes recorda que quando tinha 6 anos a família mudou-se durante cerca de um ano para Bagdad, no Iraque, porque o "pai de Vikernes trabalhava para Saddam Hussein" desenvolvendo um programa de computador. Como não havia vagas disponíveis na escola inglesa de Bagdá, o jovem Vikernes frequentou uma escola primária iraquiana nessa época. De acordo com a sua entrevista, Vikernes aqui tornou-se "consciente das questões raciais". Os castigos corporais eram muito comuns na escola e, numa ocasião, Vikernes teve uma “briga” com um professor e chamou-o de “macaco”. Mas, na percepção de Vikernes, os professores “não se atreviam a me bater porque eu era branco”. A mãe de Vikernes também lembra que “as outras crianças da sua turma levavam tapas dos professores; ele não”. Ela menciona que isso criou problemas, mas geralmente ela “não tem uma boa explicação” de como Varg desenvolveu seus pontos de vista.
Quando questionado sobre seu pai, Vikernes afirma que estava histérico porque seu filho “tinha uma bandeira com uma suástica em casa”. Vikernes sente que seu pai era um hipócrita porque estava preocupado com o fato de Vikernes "ser um nazista", enquanto ele também estava "chateado com todas as pessoas de cor que viu na cidade". Sobre a mãe, Vikernes afirma que ela tinha "muito consciência racial", no sentido de que tinha medo de que Vikernes "voltasse para casa com uma menina negra!" Na época da entrevista de Lords of Chaos em 1995, Vikernes ainda tinha um relacionamento positivo com sua mãe, mas "muito pouco contato" com seu pai. Ele também afirmou que seus pais são divorciados; Diz-se que o pai de Vikernes "saiu há cerca de 10 anos", o que teria sido em 1985, quando Vikernes tinha 11 ou 12 anos.
A Enciclopédia do Poder Branco e o historiador Nicholas Goodrick-Clarke alegaram que Vikernes fez parte da cultura skinhead neonazista quando adolescente. Quando questionado na entrevista ao Lords of Chaos se ele andava com skinheads em Bergen, Vikernes disse que "não havia skinheads em Bergen".
De acordo com entrevista publicada em seu site oficial, a cicatriz facial de Vikernes foi causada por um acidente de esqui quando ele tinha 11 anos.
Fã de música clássica desde criança (Tchaikovsky em particular), Vikernes começou a ouvir heavy metal aos 12 anos, citando o Iron Maiden como sua maior inspiração. Mais tarde ele descobriu outras bandas de metal cujo som seria influente em sua própria banda, como Kreator, Sodom, Celtic Frost, Bathory, Destruction, Megadeth, Slayer, Pestilence, Deicide e Von. Embora o Venom seja amplamente considerado a principal influência do black metal, Vikernes sempre negou ser influenciado por eles, além de definir a banda como "uma piada". Certa vez, ele usou uma camiseta do Black Metal do Venom para promover o gênero, mas afirmou que mais tarde se arrependeu de ter feito isso.
Desde cedo, Vikernes também ficou profundamente fascinado pelo reino fictício da Terra Média criado por J. R. R. Tolkien. Seu nome artístico, Grishnakh, vem do nome de um orc em As Duas Torres, enquanto o nome da banda Burzum, que significa "escuridão", foi tirado da Língua Negra inscrita no Um Anel em O Senhor dos Anéis. A inscrição dizia "Ash nazg durbatulûk, ash nazg gimbatul, ash nazg thrakatulûk agh burzum -ishi krimpatul", ou traduzido, "Um Anel para governar todos eles, Um Anel para encontrá-los, Um Anel para trazer todos eles e na escuridão Ligue-os." Além disso, antes de ingressar na banda de death metal de Bergen, Old Funeral, ele fazia parte de uma banda chamada Uruk-Hai, que recebeu o nome de um tipo de orc escrito por Tolkien.

### Início da carreira musical
Vikernes começou a tocar violão aos 14 anos. Aos 17 anos, Vikernes entrou em contato com membros do Old Funeral. Ele tocou guitarra com eles durante 1990-1991 e tocou em seu EP Devoured Carcass antes de iniciar seu projeto musical solo, Burzum, e rapidamente se envolveu com a cena black metal norueguesa. Durante 1992–1993, ele gravou quatro álbuns como Burzum.
Vikernes afirmou que para a gravação desses primeiros álbuns utilizou uma velha guitarra Westone, que comprou em 1987 de um conhecido. Ele usou o baixo mais barato que havia em sua loja local e pegou emprestada uma bateria do Old Funeral, da banda sucessora Immortal, e de "outro músico que morava nas proximidades". Em Hvis Lyset Tar Oss, ele também pegou emprestado a bateria de Hellhammer, a mesma que Hellhammer usou para gravar De Mysteriis Dom Sathanas do Mayhem. Ele usou um amplificador Peavey, mas para a gravação de Filosofem usou o amplificador do aparelho de som de seu irmão e alguns pedais fuzz antigos. Para os vocais, ele usava qualquer microfone que o técnico de som lhe entregasse, mas durante a gravação de Filosofem, ele usou intencionalmente o pior microfone que eles tinham, um microfone headset. Na faixa "Dungeons of Darkness", ele usou o grande gongo de Grieghallen como ruído de fundo (Euronymous o ajudou batendo nele com os punhos).
Em 1992, Vikernes se juntou à banda de black metal Mayhem, um ano depois que o membro da banda Dead cometeu suicídio em 8 de abril de 1991. Vikernes substituiu o baixista Necrobutcher, que saiu da banda por causa do tratamento dado por Euronymous ao suicídio de Dead.
Vikernes se distanciou de seu passado no black metal, alegando que "ficou sob a influência de um perdedor degenerado absoluto, Øystein", e culpando suas ações passadas e "degeneração" na influência negativa de outros na cena. Em uma postagem no blog de 2020, Vikernes escreveu que teve muitas diferenças com outros na cena black metal desde o início; eles não se importavam com suas opiniões políticas ou coleção rifles, e ele mudou suas crenças para se adaptar.

### Incêndio criminoso de igrejas

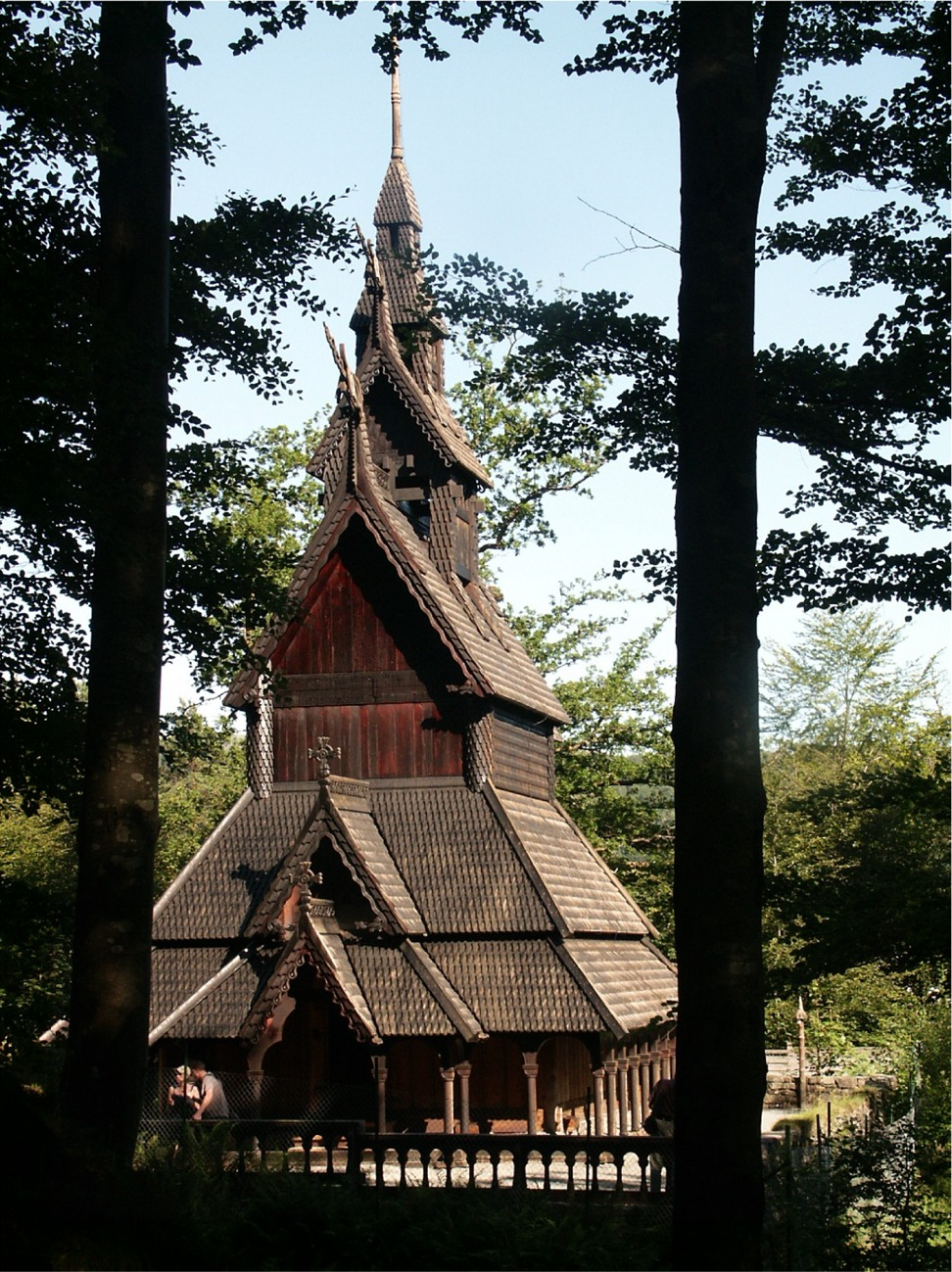
A Igreja Fantoft Stave, restaurada em 1997.

Em 6 de junho de 1992, a Igreja Fantoft Stave, datada do século XII e considerada arquitetonicamente significativa, foi totalmente queimada por um incêndio criminoso. A capa do EP Aske ("cinzas") do Burzum é uma fotografia da igreja destruída. Em janeiro de 1993, ataques incendiários ocorreram em pelo menos sete outras grandes igrejas de madeira, incluindo uma na véspera de Natal de 1992. Vikernes foi considerado culpado de vários desses casos: o incêndio criminoso e tentativa de incêndio criminoso da Igreja Åsane e da Igreja Storetveit em Bergen, o incêndio criminoso da Igreja Skjold em Vindafjord, e o incêndio criminoso da Capela Holmenkollen em Oslo. Ele também foi acusado de incêndio criminoso na Igreja Fantoft Stave, embora os jurados o tenham considerado inocente. Os juízes consideraram isso um erro, mas não anularam todo o caso.
Na época, os meios de comunicação informaram que Vikernes estava associado ao satanismo teísta. Em entrevistas posteriores, Vikernes, embora não aceitasse a responsabilidade pelos incêndios criminosos, disse que eles não eram satânicos, mas sim "vingança" pela profanação cristã dos túmulos e templos vikings. De acordo com Vikernes, os incêndios criminosos ocorreram no aniversário do ataque Viking a Lindisfarne. Vikernes afirmou que todos os incêndios, exceto o de Stavanger, foram feitos por uma pessoa.

#### Artigo sobreBergens Tidende
Em janeiro de 1993, um artigo publicado em um dos maiores jornais da Noruega, o Bergens Tidende, trouxe a cena black metal para o centro das atenções da mídia. Dois amigos de Vikernes o entrevistaram e trouxeram a entrevista para o jornal, esperando que a publicassem. Na entrevista anônima, "Count Grishnackh" (Vikernes) afirmou ter queimado as igrejas e matado um homem em Lillehammer. O jornalista da BT, Finn Bjørn Tønder, marcou um encontro com o conde Grishnackh com a ajuda de amigos. Os jornalistas foram convocados a um apartamento e teriam sido avisados de que seriam baleados se a polícia fosse chamada. Lá, Vikernes e os seus companheiros disseram aos jornalistas que tinham queimado as igrejas, ou sabiam quem o tinha feito, e disseram que os ataques iriam continuar. Eles alegaram ser adoradores do diabo e disseram: "Nossa intenção é espalhar o medo e a maldade [...] é por isso que estamos dizendo isso a Bergens Tidende ." Eles deram aos jornalistas detalhes sobre os incêndios criminosos que não haviam sido divulgados à imprensa, então a BT conversou com a polícia antes de publicar, que confirmou esses detalhes.
O artigo foi publicado em 20 de janeiro na primeira página do BT. A manchete era "We Acendemos o Fogo" e incluía uma foto de Vikernes, com o rosto quase todo escondido, segurando duas facas grandes. No entanto, quando o artigo foi publicado, Vikernes já havia sido preso. A polícia o encontrou indo a um endereço impresso em um panfleto do Burzum.
Segundo Vikernes, a entrevista anônima foi planejada por ele e Euronymous. O objetivo, diz ele, era assustar as pessoas, promover o black metal e conseguir mais clientes para Helvete. Na época, o Burzum estava prestes a lançar o mini-álbum Aske. Alguns dos outros membros da cena também foram presos e interrogados, mas todos foram libertados por falta de provas. Jørn Inge Tunsberg, do Hades, disse que a entrevista teve "graves consequências" para o resto da cena e que não sabiam que ele iria falar com a imprensa, pois "ele não havia dito nada". Ele acrescentou que eles ficaram "com muita raiva" e ele, Tunsberg, estava "puto da vida".
A revista norueguesa Rock Furore publicou uma entrevista com Vikernes em fevereiro de 1993. Nele, ele disse sobre o sistema prisional: "É muito bom aqui. Não é um inferno. Neste país os prisioneiros têm cama, banheiro e chuveiro. É completamente ridículo. Pedi à polícia que me jogasse em uma verdadeira masmorra, e também os encorajou a usar a violência". Ele foi libertado em março por falta de provas.

### Assassinato de Euronymous
No início de 1993, surgiu animosidade entre Euronymous e Vikernes. Após o episódio de Bergens Tidende, Euronymous decidiu fechar a Helvete, pois esta começou a chamar a atenção da polícia e da mídia.
Na noite de 10 de agosto de 1993, Vikernes esfaqueou Euronymous até a morte em seu apartamento em Oslo. O assassinato foi inicialmente atribuído aos integrantes da cena sueca do black metal pela mídia. Especulou-se que o assassinato foi o resultado de uma luta pelo poder, uma disputa financeira sobre os registros do Burzum (Euronymous devia a Vikernes uma grande soma de pagamentos de royalties), ou uma tentativa de "superar" um recente esfaqueamento em Lillehammer cometido pelo baterista Faust, da banda Imperor. Vikernes afirma que matou Euronymous em legítima defesa. Ele diz que Euronymous planejou atordoá-lo com uma arma de eletrochoque, amarrá-lo e torturá-lo até a morte enquanto filmava o evento. Vikernes explica: “Se ele estivesse falando sobre isso para todo mundo, eu não teria levado a sério. Mas ele apenas contou a um seleto grupo de amigos, e um deles me contou.” Ele disse que Euronymous planejava usar uma reunião sobre um contrato não assinado para emboscá-lo.
Na noite do assassinato, Vikernes e Snorre "Blackthorn" Ruch dirigiram de Bergen até o apartamento de Euronymous em Tøyengata, em Oslo. Blackthorn supostamente ficou fumando na escada enquanto Vikernes foi ao apartamento de Euronymous no quarto andar. Vikernes disse que encontrou Euronymous à porta para lhe entregar o contrato assinado, mas quando se adiantou e confrontou Euronymous, Euronymous “entrou em pânico” e deu-lhe um pontapé no peito. Vikernes afirma que Euronymous correu até a cozinha para pegar uma faca. Os dois brigaram e Vikernes esfaqueou Euronymous até a morte. Seu corpo foi encontrado na escada do primeiro andar com 23 facadas – duas na cabeça, cinco no pescoço e 16 nas costas. Vikernes afirmou que sua facada final no crânio foi tão poderosa que a faca permaneceu presa no crânio de Euronymous, mas nenhuma evidência física ou lesões corporais apoiaram sua afirmação. Vikernes afirmou que a maioria dos ferimentos de Euronymous foram causados por vidros quebrados sobre os quais ele caiu durante a luta. Após o assassinato, Vikernes e Blackthorn voltaram para Bergen. No caminho, pararam num lago onde Vikernes se desfez das suas roupas manchadas de sangue. Esta alegação de legítima defesa é questionada pelo baterista do Emperor, Faust, mas o baixista do Mayhem, Necrobutcher, acreditava que Vikernes matou Euronymous devido às ameaças de morte mencionadas acima.

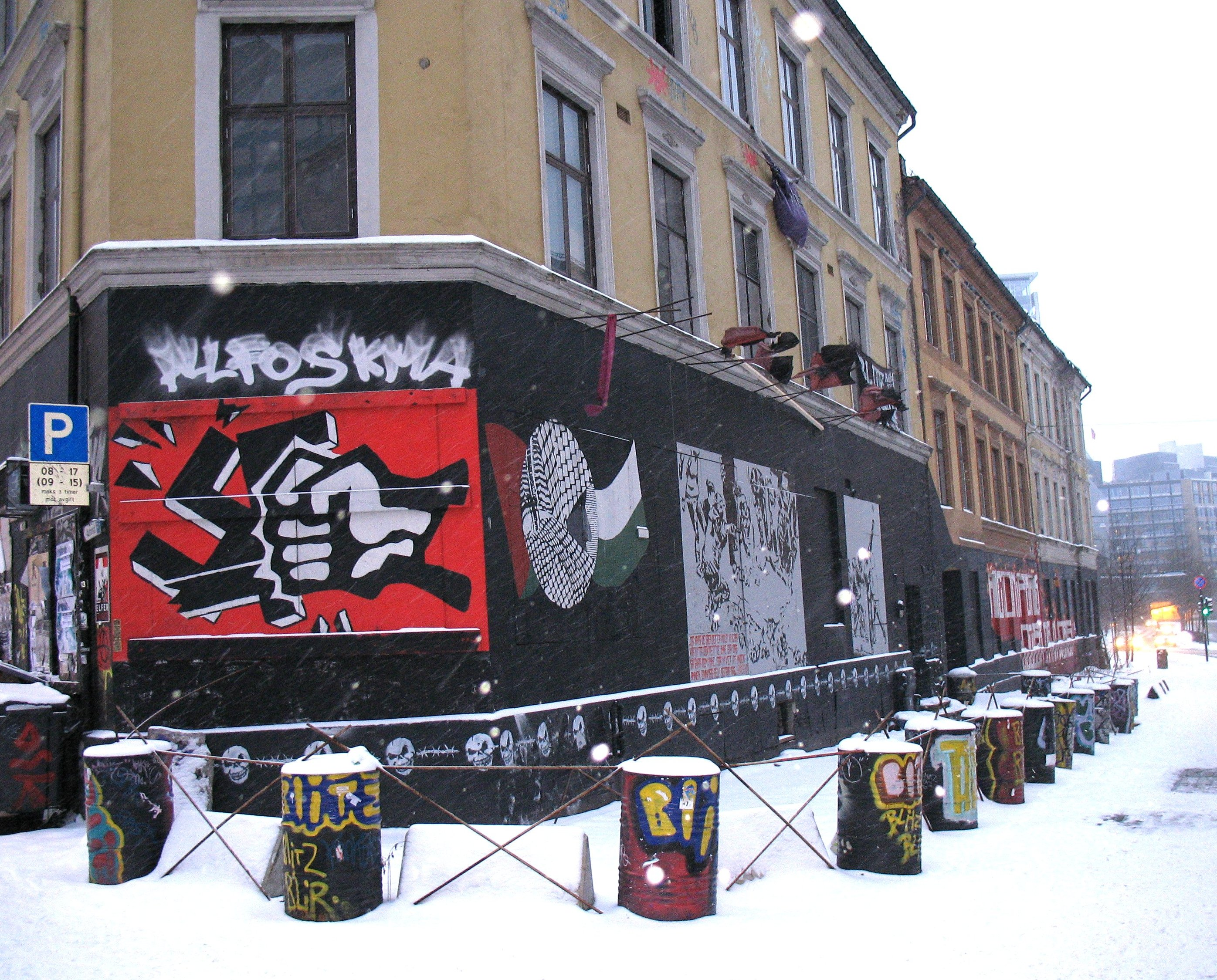
A Blitz House, que Vikernes supostamente planejou explodir em 1993.

Blackthorn afirmou que Vikernes planejou assassinar Euronymous e pressionou-o a acompanhá-lo. Ele alegou que, no verão de 1993, quase foi internado em um hospital psiquiátrico, mas fugiu para Bergen e ficou com Vikernes. Blackthorn disse sobre o assassinato: "Não fui a favor nem contra. Não me importava com Øystein." Vikernes, no entanto, afirma que não planejou o assassinato e que Blackthorn veio mostrar a Euronymous alguns novos riffs de guitarra. Vikernes chamou as alegações de Blackthorn de "defesa […] para garantir que eu não poderia culpá-lo [pelo assassinato]".
Vikernes foi preso em 19 de agosto de 1993 em Bergen. A polícia encontrou 150 kg de explosivos e 3.000 cartuchos de munição em sua casa. De acordo com a Enciclopédia do Poder Branco, Vikernes "pretendia explodir a Blitz House, o enclave radical esquerdista e anarquista em Oslo", um plano que "estava supostamente à beira da execução". Em um artigo publicado originalmente em 1999, Kevin Coogan também mencionou a suposta intenção de Vikernes de "destruir uma ocupação punk antifascista com sede em Oslo chamada Blitz House", e declarou "Vikernes pode ter sentido que não tinha escolha senão matar Euronymous antes de bombardear a Blitz House porque 'o Comunista' quase certamente teria se oposto a tal ato." Vikernes negou estas alegações numa entrevista em 2009, dizendo que estava a recolher explosivos e munições "para defender a Noruega se fôssemos atacados a qualquer momento".

### Julgamento
O julgamento de Vikernes começou em 2 de maio de 1994; ele foi representado pelo advogado Stein-Erik Mattsson. Muitos outros membros da cena, incluindo Blackthorn e Faust, foram levados a julgamento na mesma época. Alguns deles confessaram seus crimes e implicaram outros. De acordo com Lords of Chaos, "Vikernes está enojado com o fato de que, enquanto ele se apegava a um código de silêncio, outros confessaram."
Durante o julgamento, a mídia fez de Vikernes "o primeiro verdadeiro bicho-papão da nação em cinquenta anos". No julgamento foi alegado que ele, Blackthorn e outro amigo planejaram o assassinato. O tribunal alegou que esta terceira pessoa permaneceu no apartamento em Bergen como álibi; para fazer parecer que nunca saíram de Bergen, ele deveria alugar filmes, exibi-los no apartamento e sacar dinheiro do cartão de crédito de Vikernes.
Em 16 de maio de 1994, Vikernes foi condenado a 21 anos de prisão (pena máxima da Noruega) pelo assassinato de Euronymous, incêndio criminoso de três igrejas, tentativa de incêndio criminoso de uma quarta igreja e pelo roubo e armazenamento de 150 kg de explosivos. Embora Vikernes apenas tenha confessado o roubo e armazenamento dos explosivos, duas igrejas foram incendiadas no dia em que foi condenado, "presumivelmente como uma declaração de apoio simbólico". Blackthorn, que não participou do assassinato porque desceu as escadas do condomínio para fumar, foi condenado a 8 anos de prisão por ser cúmplice.
Maio de 1994 também viu o lançamento do álbum De Mysteriis Dom Sathanas do Mayhem, que tem Euronymous na guitarra elétrica e Vikernes no baixo. Antes do lançamento, a família de Euronymous pediu ao baterista do Mayhem, Hellhammer, para remover as faixas de baixo gravadas por Vikernes. Hellhammer disse: "Achei apropriado que o assassino e a vítima estivessem no mesmo disco. Divulguei que estava regravando as partes do baixo, mas nunca o fiz."

### Prisão

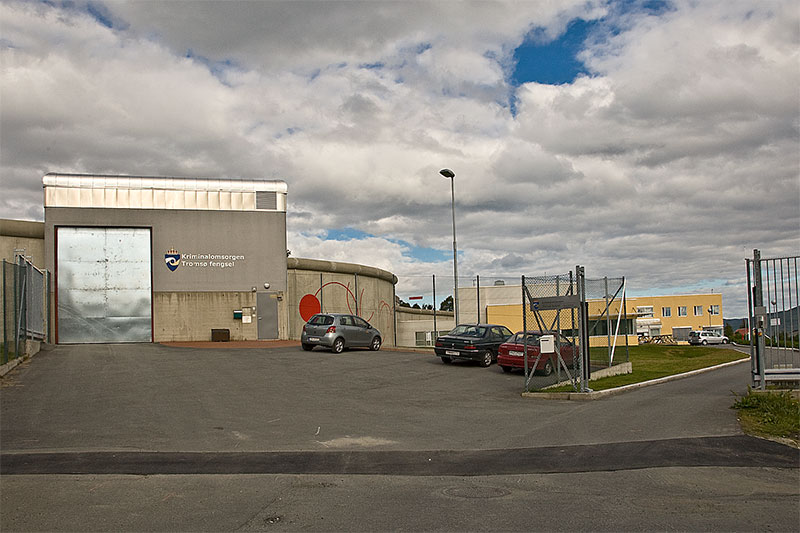
Prisão de Tromsø, onde Vikernes cumpriu a última parte de sua pena

Vikernes cumpriu pena nas prisões de Bergen, Tønsberg, Ringerike, Trondheim e Tromsø.
De acordo com o estudioso sueco Matthias Gardell em seu livro Gods of the Blood, Vikernes lançou a Frente Heathen Norueguesa (Norsk Hedensk Front) durante seus primeiros anos na prisão. Gardell diz que este foi um grupo pagão neonazista que se transformou na Frente Pan-Germânica Heathen internacional (Allgermanische Heidnische Front ou AHF). De acordo com Xavier Cattarinich, Vikernes era o "líder autoproclamado" da Frente Heathen Norueguesa e Goodrick-Clarke menciona que Vikernes sublinhou "seu papel como chefe de sua Frente Heathen Norueguesa" com os escritos de Vargsmål. A Frente Heathen negou oficialmente que Vikernes estivesse no comando. Segundo os autores de Lord of Chaos, isso pode ter sido para protegê-lo, já que os prisioneiros noruegueses eram proibidos de liderar grupos políticos. Além disso, o endereço listado da organização era a mesma caixa postal que Vikernes usou na prisão, o que os autores afirmam que teria tornado "muito difícil para ele [Vikernes] fazer um trabalho eficaz" na liderança da organização, já que todas as cartas teriam sido examinados pelo pessoal da prisão.  Vikernes disse: “Nunca formei ou fui membro de tais organizações. A única organização da qual sou membro é a Riksmålsforbundet” (A Sociedade para a Preservação do Padrão Tradicional Norueguês). No entanto, Vikernes entrou em contacto com o grupo neonazi Zorn 88, e escreveu artigos na sua revista Gjallarhorn. Um dos principais membros do grupo, o esoterista Jan Erik Kvamsdahl ajudou Vikernes a publicar Vargsmål e a estabelecer a Frente Heathen de acordo com a organização Monitor.
Em 8 de abril de 1997, a polícia norueguesa prendeu cinco neonazistas em Hemnes. Segundo a polícia, os jovens faziam parte de um autodenominado "Einsatzgruppe" e planeavam ataques a figuras políticas e religiosas na Noruega. Eles também tinham planos de libertar Vikernes da prisão. O grupo “tinha todos os apetrechos de uma unidade paramilitar”, incluindo armas, explosivos, coletes à prova de balas, capacetes de aço e balaclavas. Um de seus membros, Tom Eiternes, fez amizade com Vikernes na prisão antes de escapar durante sua licença. A mãe de Vikernes, Lene Bore, foi presa por fornecer 100.000 coroas ao grupo. Ela confessou, mas alegou que não sabia que eram “extremistas de direita” e disse que seu filho estava sendo atacado por outros presidiários. No final de 1996, seu maxilar teria sido quebrado em uma briga com outro preso. No entanto, o diretor da prisão disse que as suas alegações eram infundadas e que a polícia suspeitava que o dinheiro vinha do próprio Vikernes. Lords of Chaos diz que Vikernes adotou uma aparência "skinhead" e usava uma fivela de cinto com a insígnia da SS nessa época. Apesar da sua confissão, Bore não foi condenada, e em 1998 o caso contra o "Einsatzgruppe" foi arquivado.

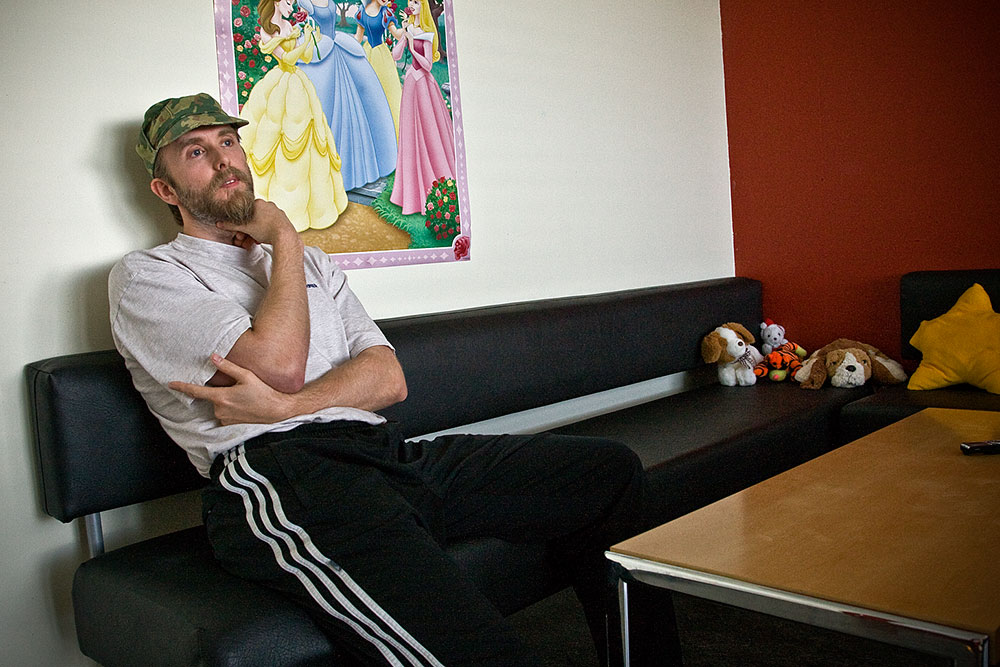
Vikernes retratado na prisão, agosto de 2008

Durante seu tempo na prisão, Vikernes gravou dois álbuns compostos inteiramente de música ambiente e neofolk. O primeiro, Dauði Baldrs, foi gravado em 1994–1995 e lançado em outubro de 1997. O segundo, Hliðskjálf, foi gravado em 1998 e lançado em abril de 1999. Vikernes não teve acesso a guitarra elétrica, baixo ou bateria e, em vez disso, usou um sintetizador. Em 2000, Vikernes decidiu suspender o Burzum. Ele acreditava que sua filosofia era constantemente mal interpretada por uma base de fãs ignorantes que estava intimamente relacionada ao black metal e ao satanismo. Mais tarde, através de seu site, ele indicou que esperava continuar o Burzum após sua libertação da prisão, afirmando: "Publicarei alguns livros, possivelmente usando um pseudônimo para permanecer anônimo, e talvez um ou dois álbuns do Burzum, mas isso é isto". No início dos anos 2000, Vikernes escrevia regularmente artigos na revista do grupo neopagão neonazista Vigrid.
Em Agosto de 2003, Vikernes foi transferido de uma prisão de segurança máxima em Bergen para uma prisão de segurança baixa em Tønsberg. Em 15 de outubro, o jornal local, Tønsbergs Blad, publicou um artigo que criticava Vikernes. Em 26 de outubro, Vikernes fugiu após obter uma licença curta. Ele parou um carro em Numedal. Dentro dele estava uma família de três pessoas, que disse ter sequestrado o carro sob a mira de uma arma. Cerca de 19 horas depois, a polícia parou o carro em Romerike e prendeu-o. O carro continha facas, uma máscara de gás, roupas camufladas, um navegador GPS portátil, mapas, uma bússola, um laptop e um telefone celular. A polícia também encontrou uma arma e um rifle automático AG3 em uma cabana em Rollag, onde Vikernes havia se escondido durante sua fuga. Concluíram que a sua fuga “foi bem planeada e envolveu a assistência de várias pessoas do exterior”. Antes da fuga, Vikernes entregou uma carta à mãe. Nele, ele escreveu que recebeu ameaças de morte e que outro preso tentou estrangulá-lo logo após a publicação do artigo no jornal. Por suas ações, treze meses foram acrescentados à sentença de Vikernes e ele foi transferido para uma prisão em Ringerike. Em julho de 2004, foi transferido para uma prisão de segurança máxima em Trondheim. Os últimos três anos da sua pena foram passados na prisão de Tromsø.
Quando Vikernes foi condenado, foi possível ser libertado em liberdade condicional depois de cumprir 12 anos de uma pena de 21 anos, mas em 2002, antes de se tornar elegível, o Parlamento norueguês estendeu esta pena para 14 anos. Em junho de 2006, após cumprir 12 anos, Vikernes teve sua liberdade condicional negada pelo Departamento de Justiça Criminal por esse motivo. O seu advogado, John Christian Elden, queixou-se de que a mudança política é uma forma de legislação retroactiva. O artigo 97 da constituição norueguesa proíbe que qualquer lei tenha força retroativa. Vikernes teve sua liberdade condicional novamente negada em junho de 2008, embora tenha sido autorizado a deixar a prisão de Tromsø por curtos períodos para visitar sua família. Sua sentença completa duraria mais sete anos. Em março de 2009, porém, sua liberdade condicional foi anunciada. Ele então cumpriu quase 15 anos de sua sentença de 21 anos. Em 22 de maio de 2009, confirmou que tinha sido libertado da prisão em liberdade condicional.

### Vida depois da prisão
Vikernes continuou com o Burzum após sua libertação. Ele lançou mais três álbuns de black metal: Belus (2010), Fallen (2011) e Umskiptar (2012) e uma compilação de músicas regravadas (From the Depths of Darkness). Em 27 de abril de 2013, Vikernes postou uma música em seu canal oficial no YouTube, intitulada "Back to the Shadows", que Vikernes afirmou ser a última faixa de metal a ser lançada pelo Burzum. Em maio de 2013, lançou outro álbum ambiente, Sôl austan, Mâni vestan.
Nos anos que se seguiram à sua libertação da prisão, Vikernes tornou-se um videoblogger ativo em seu canal no YouTube, ThuleanPerspective (ou Thulêan Perspective). Em 2013, Vikernes e sua esposa lançaram um filme chamado ForeBears, baseado na adoração de ursos durante a época dos Neandertais, e inspirado no Livro Egípcio dos Mortos.
Vikernes foi um dos destinatários do manifesto do terrorista de extrema direita Anders Behring Breivik, que Breivik enviou antes de lançar os ataques na Noruega em 2011, matando 77 pessoas. Embora Vikernes condenasse as ações de Breivik, isto chamou a atenção das autoridades francesas.
Em 16 de julho de 2013, Vikernes e a sua esposa, de nacionalidade francesa, foram detidos na sua casa em Corrèze, França, sob suspeita de planear atos de terrorismo depois de a sua esposa ter comprado quatro espingardas. Mais tarde, as autoridades afirmaram que a esposa de Vikernes tinha licença legal de porte de arma de fogo para comprar os rifles. Os dois foram posteriormente libertados sem acusação depois que a polícia não conseguiu identificar quaisquer planos ou alvos terroristas. Em vez disso, Vikernes foi acusado pelas autoridades francesas de incitar ao ódio racial contra judeus e muçulmanos. Isso se deveu a postagens em seu blog, "Thulean Perspective", que incluíam postagens antissemitas que foram retiradas após as acusações. Vikernes afirmou não ter escrito as postagens, embora o blog tenha atribuído todas as postagens a ele. Em 8 de julho de 2014, Vikernes foi condenado por incitação ao ódio racial e sentenciado a seis meses de liberdade condicional e a uma multa de 8,000 €.
Em junho de 2018, Vikernes comentou que havia "saído" do Burzum em seu canal no YouTube, dizendo "tchau" ao projeto.
O YouTube removeu o canal de Vikernes da plataforma em junho de 2019, quando já tinha 250.000 assinantes. Isto coincidiu com o anúncio do YouTube de que seria mais agressivo na remoção de “vídeos que alegam que um grupo é superior para justificar discriminação, segregação ou exclusão”.
No final de 2019, Vikernes anunciou no Twitter que pretendia lançar outro álbum como Burzum. Intitulado Thulêan Mysteries, o álbum foi lançado em março de 2020. Vikernes afirmou na época que este seria seu último álbum sob o nome Burzum. Em 2024, no entanto, ele começou a lançar singles em seu antigo estilo black metal sob o nome "Burzum (NEW)", com a intenção de formar um álbum chamado The Land of Thule quando reunidos.

## Literatura

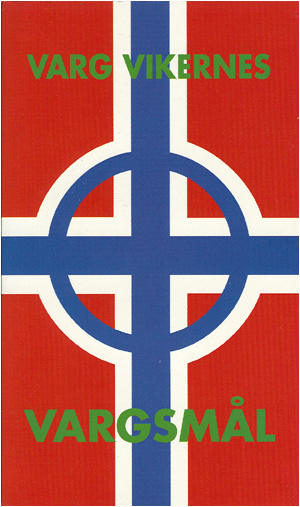
Vargsmål, escrito por Vikernes em 1994

No final de 1994, enquanto estava na prisão, Vikernes escreveu um livro em norueguês chamado Vargsmål ("Discurso de Varg" ). Vikernes disse que escreveu a Vargsmål para se defender da mídia. De acordo com Lords of Chaos, Vargsmål ficou disponível na Internet por algum tempo em 1996, mas não em formato impresso. Em 1997, uma editora norueguesa lançou uma edição em brochura do livro; sua publicação foi financiada pela mãe de Vikernes, Helene Bore. A partir de 1999, Vargsmål estava sendo vendido pela organização nazista Heathen Front através de seu site.
Em 1998 ele escreveu um livro chamado Germansk Mytologi og Verdensanskuelse ("Mitologia Teutônica e Visão de Mundo")  que foi publicado pela Cymophane em 2000.
Em 2011, a Abstract Sounds Books publicou o livro em inglês de Vikernes intitulado Sorcery and Religion in Ancient Scandinavia, sobre as práticas religiosas dos povos escandinavos, particularmente durante a Idade da Pedra e a Idade do Bronze. De acordo com uma resenha do blog de música Heathen Harvest, o livro rejeita teorias acadêmicas aceitas, concentrando-se na especulação de Vikernes e na narrativa personalizada.
No final de 2003, Vikernes começou a escrever artigos para o Burzum.org, que se tornou o site oficial do Burzum. Ele também escreveu para seu blog pessoal, Thulean Perspective, criado em janeiro de 2013. Ele e sua esposa criaram o site Ancestral Cult.
Vikernes publicou por conta própria um RPG de mesa chamado MYFAROG (Mythic Fantasy Role-playing Game). Em 2019, ele anunciou que o próximo álbum ambiente do Burzum, Thulêan Mysteries, também seria planejado como música de fundo para o jogo. O jogo foi criticado por seu conjunto de regras excessivamente complicado, bem como por referências racistas; há várias raças inimigas não jogáveis, chamadas coletivamente de Koparmenn ("homens de cobre"), que são descritas como imundas e animalescas e provavelmente representam não europeus.
A partir de 2017, Vikernes também escreveu uma série, que inclui cinco volumes, intitulada "Paganismo Explicado", com sua esposa, Marie Cachet, as partes são as seguintes: "Thrymskvida", "Chapeuzinho Vermelho e João e o Pé de Feijão", "O Culto de Mitra e Hymiskvida", "Valholl e Odinn em Yggdrasill" e "Ásgardr, Vanaheimr e os Nove Mundos de Hel".

## Visões
Em Metal: A Headbanger's Journey, o diretor Sam Dunn descreveu Vikernes como "o músico de metal mais notório de todos os tempos" devido aos seus crimes, bem como às suas opiniões políticas e religiosas. Enquanto estava na prisão, Vikernes promoveu pontos de vista que combinavam o Odinismo e o Nazismo Esotérico. O estudioso de religião Egil Asprem caracterizou Vikernes como "um ídolo para skinheads com inclinação para o paganismo e para os pagãos contemporâneos com inclinação para o nacional-socialismo". Numa declaração de 2005 no seu site, Vikernes escreveu que embora tivesse "ocasionalmente usado o termo 'nazismo' para descrever [a sua] base ideológica", já não se descreve como tal. Ele usou o termo após sua condenação em 1994 até o final da década de 1990 e em 2022 afirmou que "apreciou" ser rotulado como nazista. Entre outras coisas, ele não queria ser associado a sentimentos antieslavos.
Desde o final da década de 1990, ele descreve seus pontos de vista como "Odalismo", que, segundo ele, abrange "Paganismo, nacionalismo tradicional, racialismo e ambientalismo". Vikernes também defende o conservadorismo social, a vida simples e a autossuficiência (incluindo o sobrevivencialismo). Vikernes descreveu a sua própria ideologia como ferozmente antimoderna. De acordo com Eric Brown, escrevendo para o International Business Times, Vikernes se opõe a qualquer coisa considerada "uma ameaça a uma sociedade pagã europeia pré-industrial, incluindo, mas não se limitando ao cristianismo, ao islamismo, ao judaísmo, ao capitalismo e ao materialismo", e também "se manifesta contra uma percebida conspiração judaica internacional para destruir a identidade europeia tradicional".
Vikernes escreveu um post no blog solidário com algumas das opiniões de Anders Behring Breivik, mas disse suspeitar que Breivik realizou seu ataque terrorista como parte de uma conspiração judaica. Ele condenou Breivik por matar noruegueses inocentes e chamou-o de "cristão perdedor", dizendo que a única maneira de "salvar a Europa" é "deixar de lado todas as bobagens cristãs e outras bobagens internacionais e abraçar apenas os valores e ideais europeus (ou seja, pagãos)". Breivik declarou mais tarde que se identifica como um Odinista, e que deseja que Vikernes seja um dos líderes de um novo partido nazista na Noruega.
O rapper Kanye West tem sido alvo de críticas por seus laços com Vikernes, que incluem samples da música de 1996 do Burzum, "Rundgang um die transzendentale säule der singularität", em "Pussy Print", de Gucci Mane, posando com uma camiseta do Burzum e supostamente modelando a capa do álbum Vultures com base em um dos álbuns do próprio Burzum. Quando questionado sobre isso, Vikernes expressou apatia em relação a West, escrevendo: "Sei muito pouco sobre ele ou o que ele diz ou faz, e tenho muito pouco incentivo para 'descobrir'. É melhor gastar tempo em algo mais frutífero." Mais tarde, ele elogiou West por seu apoio, dizendo: "Acho que mostra coragem usar publicamente uma camisa do Burzum, como ele fez. Você corre o risco da ira (incluindo boicote) de uma indústria musical inteira, completamente sob o controle de... 'um certo grupo'. Então, parabéns a ele por isso."
Em agosto de 2020, Vikernes postou uma lista no Twitter dos locais que ele mais odeia. A lista é Irã, Arábia Saudita, África Subsaariana, Tailândia, Polônia, Turquia, Brasil, Israel, Estados Unidos e Índia. Ele também classificou a cidade norueguesa de Oslo em 11º lugar e declarou que queria ver o Brasil despovoado. Ele sofreu um vampetaço e como resposta chamou os brasileiros de Untermenschen. Ele recebeu tantos nus de Vampeta que seu perfil foi colocado como privado depois. André Honorato, vocalista dos Ossos Cruzados, criou um cartoon político sobre o acontecimento que foi repostado por João Gordo, vocalista dos Ratos de Porão.

## Vida pessoal
Vikernes e sua esposa francesa, Marie Cachet, têm um filho que nasceu em 2007. O casal se casou no mesmo ano. Sua esposa foi diagnosticada com autismo de alto funcionamento (HFA), e Vikernes afirma ter HFA também, embora não tenha sido diagnosticado profissionalmente. Em uma entrevista de 2008, ele disse que ele e sua esposa estavam esperando um segundo filho juntos (o segundo dela e o terceiro dele). Após sua libertação da prisão, ele se estabeleceu com sua família em uma pequena fazenda em Bø antes de se mudarem para Salon-la-Tour, na França. Em 2017, ele disse que tinha seis filhos e queria mais. Em março de 2021, sua esposa deu à luz uma filha, marcando seu sétimo filho juntos.
Vikernes é abstêmio e nunca consumiu álcool ou outras drogas recreativas. Ele também tenta evitar medicamentos farmacêuticos, afirmando: "O único uso de drogas que tolero, por assim dizer, é o uso médico de medicamentos prescritos, quando é absolutamente necessário (e raramente é absolutamente necessário)".
Após sua libertação da prisão, ele mudou seu nome legal para Louis Cachet para evitar dificuldades com o público, mas ainda atende por Varg Vikernes na vida cotidiana.
Vikernes afirma ser um parente distante do colaborador nazista norueguês Vidkun Quisling por meio de sua tataravó.

## Lords of Chaos
O livro de 1998 Lords of Chaos (Feral House) aborda a cena inicial do black metal norueguês. Michael Moynihan, um dos autores do livro, simpatizava com Vikernes e suas políticas extremistas. Moynihan contestou que ele seja um nazista ou supremacista branco. Na adaptação cinematográfica de 2018, ele foi interpretado por Emory Cohen, que Vikernes criticou por imprecisões factuais e por escalar um "ator judeu gordo" para seu papel.

## Trabalhos

### Discografia

#### Com oBurzum
- 1991 –  Burzum I (Demo)
- 1991 –  Burzum II (Demo)
- 1992 –  Burzum (Demo)
- 1992 –  Burzum (Álbum)
- 1993 –  Aske
- 1993 –  Det Som Engang Var
- 1994 –  Hvis Lyset Tar Oss
- 1996 –  Filosofem
- 1997 –  Dauði Baldrs
- 1999 –  Hliðskjálf
- 2010 –  Belus
- 2011 –  Fallen
- 2011 –  From the Depths of Darkness
- 2012 –  Umskiptar
- 2013 –  Sôl austan, Mâni vestan
- 2014 –  The Ways of Yore
- 2020 –  Thulêan Mysteries
- 2023 –  The Reincarnation of Ódinn
- 2024 – The Land of Thulê

#### Outras participações
- 1994 – Darkthrone – Transilvanian Hunger (escreveu letras para quatro canções)
- 1995 – Darkthrone – Panzerfaust (escreveu letras para uma canção)
- 1993 – Mayhem – Life Eternal (EP, onde toca baixo)
- 1994 – Mayhem – De Mysteriis Dom Sathanas (álbum, onde toca baixo)
- 1991 – Old Funeral – Devoured Carcass  (EP, onde toca guitarra)
- 1999 – Old Funeral – Join the Funeral Procession (coletânea, onde toca guitarra)
- 1999 – Old Funeral – The Older Ones (coletânea, onde toca guitarra)
- 2002 – Old Funeral – Grim Reaping Norway (álbum ao vivo, onde toca guitarra)

### Livros
- 1997 – Vargsmål
- 2000 – Germansk mytologi og verdensanskuelse
- 2001 – Guide to the Norse Gods and Their Names
- 2002 – Irminsûl
- 2011 – Sorcery and Religion in Ancient Scandinavia
- 2015 – Reflections on European Mythology and Polytheism
- 2017 – Paganism Explained, part I: Þrymskviða
- 2017 – Paganism Explained, Part II: Little Red Riding Hood & Jack and the Beanstalk
- 2018 – Paganism Explained, Part III: The Cult of Mithra & Hymiskviða
- 2018 – Paganism Explained, Part IV: Valhöll & Odinn in Yggdrasill
- 2019 – Paganism Explained, Part V: Ásgardr, Vanaheimr & the Nine Worlds of Hel
- 2024 – To Hell and Back Again: Part I: My Black Metal Story
- 2024 – To Hell and Back Again: Part II: My Childhood Story
- 2024 – To Hell and Back Again: Part III: My Prison Story
- 2024 – To Hell and Back Again: Part IV: My Burzum Story
- 2024 – To Hell and Back Again: Part V: My Survival Story
- 2025 – To Hell and Back Again: My Complete Story

### Filmografia
- 1998 – Satan rir media (ele mesmo)
- 2007 – Metal: A Headbanger's Journey (imagens de arquivo)
- 2008 – Pure Fucking Mayhem (imagens de arquivo)
- 2009 – Until the Light Takes Us (ele mesmo)
- 2013 – ForeBears (ele mesmo)